# معبد یاسوکونی
معبد یاسوکونی (به ژاپنی: 靖国神社 Yasukuni Jinja) در منطقهٔ چیودا در توکیو، پایتخت ژاپن واقع شده‌است. این معبد در سال ۱۸۶۹ (میلادی) ساخته شده‌است. معبد یاسوکونی به کسانی که در طی حوادث یا جنگ‌های داخلی یا خارجی ژاپن جان خود را در راه وطن از دست داده‌اند، اختصاص دارد.

## تاریخچه معبد
زیارتگاه یاسوکونی به معنای  «تسکین دادن کشورمان» است و روبه‌روی آن کاخ امپراتوری توکیو قرار دارد. این زیارتگاه در سال ۱۸۶۹ میلادی تحت نام شوکونشا ساخته شد، لیکن در سال ۱۸۷۹ به نام فعلی آن یاسوکونی درآمد و صورت یک زیارتگاه مرکزی را پیدا کرد که شعبات زیادی به همان نام شوکونشا در سرتاسر کشور داشت. این زیارتگاه‌ها برای دفن ژاپنی‌هایی بنا گردید که در جنگ داخلی دوران میجی و جنگ‌های خارجی متعاقب آن در راه امپراتور ژاپن کشته شده‌بودند. رویهم رفته خاکستر جسد و مزار حدود دو و نیم میلیون ژاپنی در این مکان‌ها قرار دارد که همهٔ آن‌ها به‌طور فردی نام برده شده‌اند.

## مناقشات داخلی و بین‌المللی پیرامون زیارتگاه یاسوکونی
در زیارتگاه یاسوکونی به خاک سپرده شدن به معنای کامی شدن است. بدین ترتیب، اصل نهاد زیارتگاه یاسوکونی و تاریخچهٔ تأسیس آن با آداب شینتویی، ایدئولوژی شینتوی حکومتی و میلیتاریسم ژاپنی پیوند نزدیکی دارد. این وضعیت با طرح این پرسش که چه کسی واجد شرایط دفن در زیارتگاه یاسوکونی است، پیچیده‌تر می‌شود. این موضوع از دو جنبه، موضوع مناقشه در ژاپن و نیز خارج از آن کشور شده‌است. اول اینکه همهٔ نیروهای نظامی که در طی سال‌های جنگ در خدمت به امپراتور ژاپن کشته شده‌اند، به آنجا تعلق دارند. چنانچه بازماندهٔ یک سرباز ژاپنی که مثلاً در سال ۱۳۴۴ میلادی در فیلیپین کشته شده‌است، امروزه کشف شود، دولت ژاپن بلافاصله اقدام می‌کند تا نام و خاکستر آن سرباز در زیارتگاه یاسوکونی دفن شود، فارغ از اینکه خانوادهٔ متوفی چه نظری داشته باشند. دعواهای حقوقی بر سر این موضوع مطرح شده‌است.
عامل دوم پیچیدگی این است که در تفسیر رسمی دولت ژاپن عبارت کسانی که به خاطر امپراتور مرده‌اند، آمده‌است و کسانی را هم که به جنایات جنگی دست زده‌اند نیز شامل این عده می‌شوند. به عنوان مثال حتی کسانی که پس از تسلیم ژاپن در جنگ جهانی دوم به عنوان جنایتکار جنگی محاکمه و اعدام شده‌اند نیز در همین زیارتگاه دفن گردیده‌اند. این مطلب که ژاپنی‌ها چنین افرادی را کامی به حساب می‌آورند و اینکه نخست‌وزیر ژاپن از محلی که این افراد را چنین مرتبتی بخشیده‌است به‌طور رسمی بازدید به عمل می‌آورد، از دید کسانی که در خلال سال‌های جنگ قربانی تجاوز ژاپنی‌ها شدند، عملی به شدت تجاوزکارانه محسوب می‌شود.
بازدیدکنندگان سیاسی خارجی
- دالایی لاما ۱۹۸۱
- آلبرتو فوجیموری، رئیس‌جمهور پرو ۲۰۰۲
- ژان-ماری لوپن رهبر جبهه ملی فرانسه ۲۰۱۰

## ایستگاه‌های اطراف معبد یاسوکونی
- - جی آر خط چوئو-سوبو ایستگاه ایچیگایا. از این ایستگاه تا معبد ۱۰ دقیقه پیاده راه است.
  - خط چوئو-هونسنایستگاه ایداباشی
  -  متروی توئی، خط شینجوکو ایستگاه کودانشیتا
  -  متروی توکیو، خط توزائی ایستگاه کودانشیتا

## نگارخانه

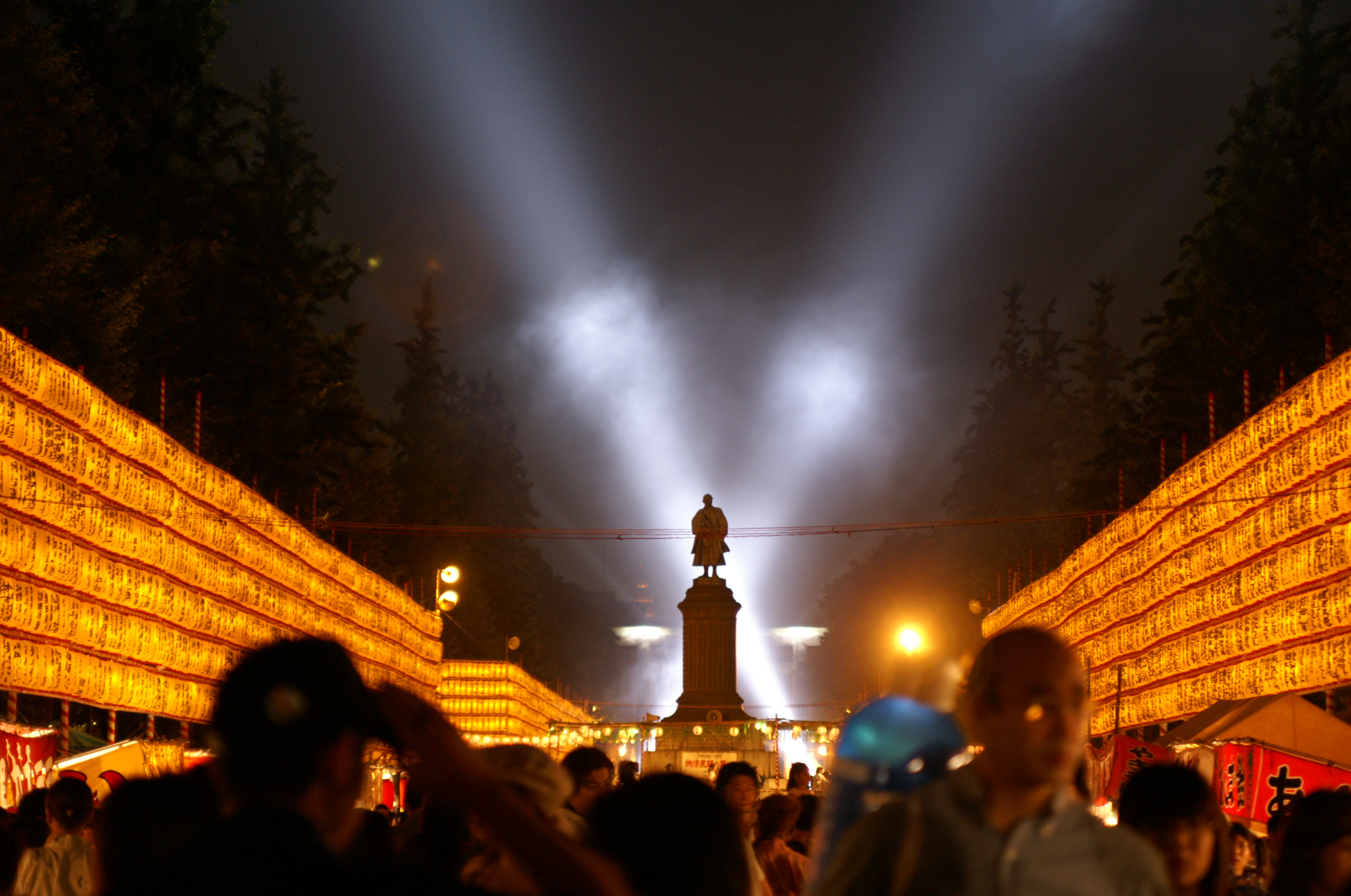
معبد یاسوکونی
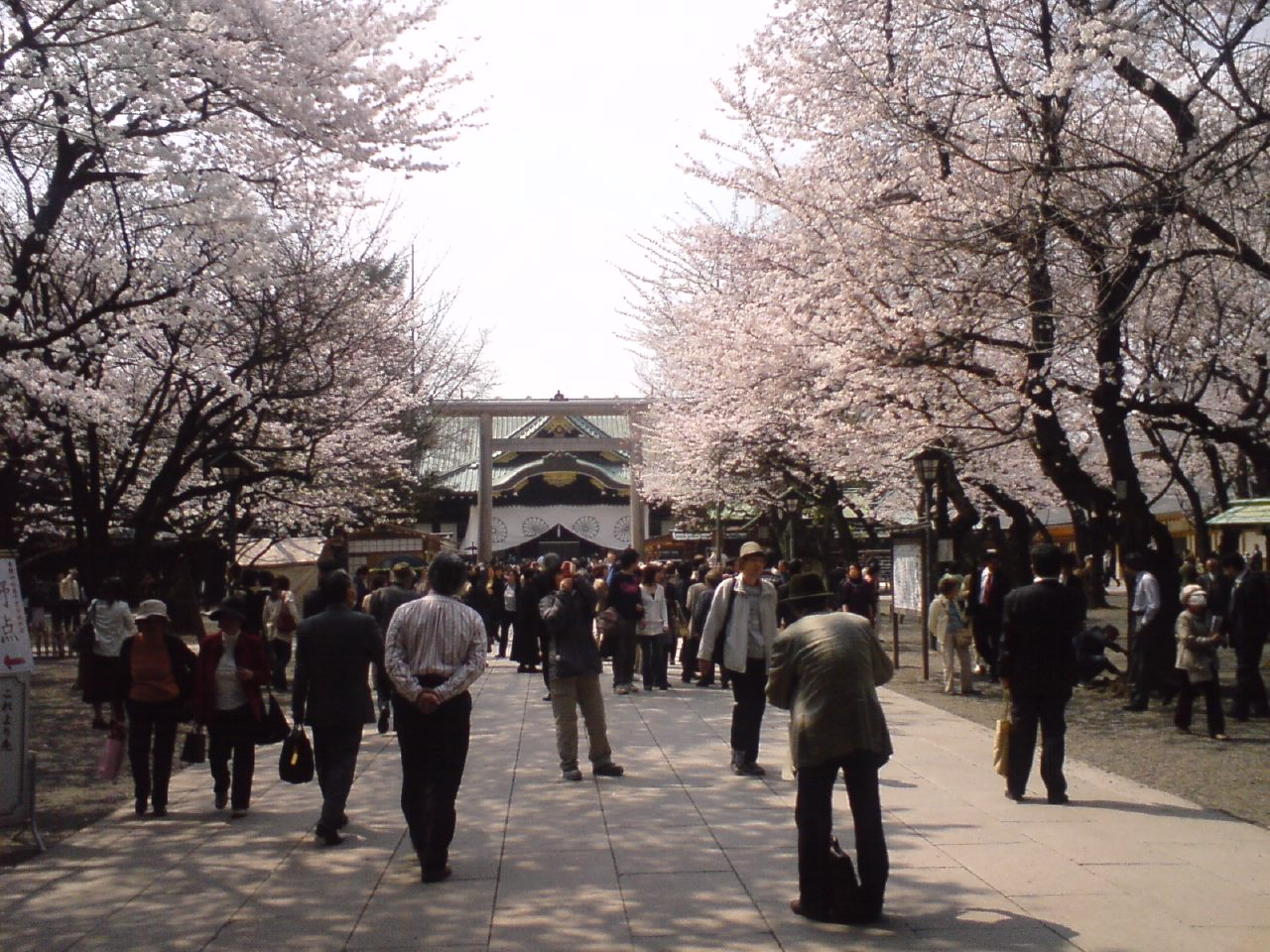
معبد یاسوکونی